# ديكستر ديفيس
ديكستر ديفيس (بالإنجليزية: Dexter Davis)‏ هو لاعب كرة قدم أمريكية أمريكي، ولد في 10 نوفمبر 1986 في غرينزبورو في الولايات المتحدة.

## وصلات خارجية
- ديكستر ديفيس على موقع مرجع كرة القدم المحترفة.كوم (الإنجليزية)
- ديكستر ديفيس على موقع JustSportsStats.com (الإنجليزية)